# 노요선
노요선(櫓搖船)은 노를 저어 추진하는 선박이다. 